# Pentagram (banda estadounidense)
Pentagram es una banda estadounidense de heavy metal originaria de Alexandria, Virginia. Formada el 25 de diciembre de 1971, son especialmente reconocidos por ser considerados, junto con Black Sabbath, como precursores del heavy metal y en especial del doom metal. Pese a haber tenido un perfil bajo durante la década de los 70 debido a las dificultades de conseguir un sello discográfico que los impulsara, fueron, sin embargo, bastante proactivos grabando varios demos y sencillos a pesar de no lograr lanzar al mercado un disco completo sino hasta los años 80, ya con una formación diferente y publicado de manera independiente.
A través de la historia el único miembro constante de la banda ha sido el vocalista y compositor Bobby Liebling, quien desde sus inicios se dedicó por completo a escribir las letras de sus canciones, muchas de ellas inspiradas en su tempestuosa vida de la que incluso 9.14 Pictures rodó una película documental llamada Last Days Here.

## Biografía

### Origen
Pentagram fue fundado en 1971 por Bobby Liebling a la edad de 18 años junto con su amigo Geof O´Keefe, los dos eran vecinos que asistían al mismo colegio en el Condado de Arlington y tanto Bobby como Geof ya tenían experiencia componiendo y tocando música en pequeñas bandas locales por separado como Shades of Darkness y Space Meat respectivamente, pero para el otoño de 1971, Bobby Liebling y Geof O´Keefe abandonaron sus bandas previas y se plantearon la posibilidad de formar una nueva agrupación juntos que emulara su interés mutuo por las bandas de hard rock de la época como Budgie, Mountain, Sir Lord Baltimore, Wishbone Ash y especialmente Blue Cheer, aprovechando un almacén perteneciente al padre de Geof para ensayar en las noches.
Inicialmente Geof sería el guitarrista y Bobby la voz, a la formación llegó Steve Martin como baterista pero dado que su sonido suave inspirado en el jazz no era compatible con el hard rock al que apuntaba la banda, fue reemplazado por el mismo Geof quien se movió hacia la batería y Bobby ocuparía el puesto de guitarrista rítmico, aprovechando que dominaba algunos acordes básicos a la vez que hacía el rol de vocalista. Posteriormente, un joven llamado Vincent McAllister, amigo de Geof, se unió como bajista y después de él llegó John Jennings, quien en palabras de Geof "era el guitarrista más versátil que había conocido", lastimosamente John no estaba interesado en tocar música pesada, por lo que abandonó el grupo la misma noche que se unió, Vincent sintió curiosidad por la guitarra y le sugirió al grupo que lo dejaran intentarlo, tanto a Bobby como a Geof les pareció gracioso que el tímido y rubio bajista quisiera tocar la guitarra, pero el resultado los dejó tan sorprendidos que decidieron que él debía ocupar el puesto de lleno, relevando a Bobby de la guitarra rítmica, pues según Geof, el sonido de Vincent era como "una mezcla entre Jimi Hendrix y Leigh Stephens de Blue Cheer". Finalmente, la Navidad de 1971 llegó Greg Mayne, antiguo compañero de Geof en Space Meat a ocupar el puesto de bajista y la formación clásica de los 70 finalmente quedó conformada, dando oficialmente origen a Pentagram.
Durante un breve periodo de tiempo la banda cambió su nombre a Macabre y grabaron sus primeros sencillos Be Forewarned y Lazy Lady en 1972, pero pronto regresaron a su nombre original y así se quedaron en adelante, después de haber intentado otros como "Virgin Death", "Wicked Angel" y "Stone Bunny". Durante cinco años de carrera en la década de 1970 tuvieron siete diferentes mánager incluyendo a Gordon Fletcher, quien era un periodista de Washington que escribía para revistas de la talla de Rolling Stone, Creem y Circus.

### Década de los 70

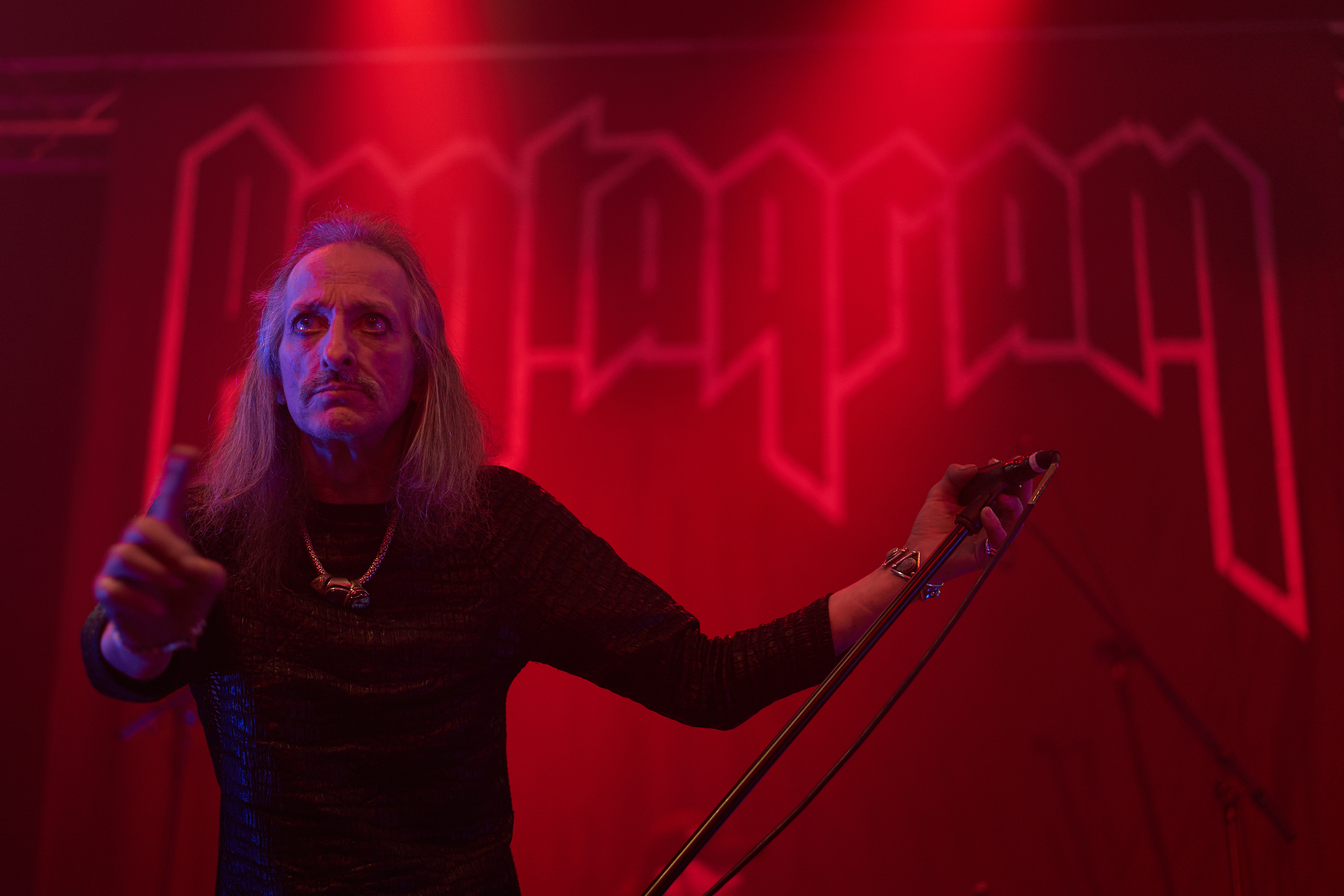
Bobby Liebling, vocalista y fundador de Pentagram.

Habiendo establecido la formación clásica definitiva con Bobby Liebling como vocalista, Geof O'Keefe en la batería, Vincent McAllister en la guitarra y Greg Mayne en el bajo, Pentagram pronto emprendió la tarea de darse a conocer en la escena del rock pesado, para lo cual compusieron y grabaron muchas canciones en las que enfatizaron la oscuridad tanto en sus letras como en su sonido. Originalmente el estilo de la banda variaba entre el hard rock y el blues rock, con ejemplos tales como Be Forewarned, Review Your Choices, Walk in the Blue Light y When the Screams Come, pero a partir de canciones como las potentes Smokescreen, 20 Buck Spin y Forever My Queen, entre otras, fue que Pentagram ayudó a cimentar las bases de un estilo musical todavía muy incipiente en aquella época, el heavy metal. Muchas más canciones grabadas entre 1972 a 1976 que ejemplificaron su transición de un rock tradicional a un rock mucho más pesado fueron grabadas en demos y sencillos que años más tarde fueron recopilados en los aclamados álbumes First Daze Here (The Vintage Collection) (2002) y First Daze Here Too (2006).
A mediados de 1974 se unió a la banda Randy Palmer, un joven guitarrista entusiasta de la música de grupos pesados famosos y no tan famosos como Iron Butterfly, Night Sun, Buffalo y Lincoln Street Exit, sumándose como segundo guitarrista y proporcionándole todavía más pesadez y crudeza a la banda inspirado por sus influencias underground. Paralelamente, Randy inició su propio proyecto junto con Bobby, Geof y el bajista Mike Matthews llamado Bedemon, de cuyas sesiones grabadas entre 1973 a 1979 vería la luz décadas más tarde el disco recopilatorio Child of Darkness: From the Original Master Tapes (2005) de forma póstuma, pues por desgracia, Randy Palmer falleció el 8 de agosto de 2002 en un accidente automovilístico luego de que tres adolescentes se pasaran un semáforo en rojo e impactaran el auto en donde iba Randy como pasajero. Tres meses antes del accidente, Randy, Geof y Mike compusieron y grabaron el material del álbum Symphony of Shadows, el cual fue publicado 10 años más tarde en el 2012. Mientras Randy estuvo en Pentagram, compuso temas clásicos de lo que a la postre sería identificado como "proto doom", entre ellos el destacado Livin' in a Ram's Head, sin embargo, en enero de 1975 Randy abandonó Pentagram y el grupo nuevamente regresó a su formación original de 4 integrantes, no sin antes haber recibido una poderosa influencia de su parte que redefinió su sonido permanentemente.
Durante el tiempo que Pentagram estuvo buscando un sello discográfico que los impulsara al estrellato conocieron a Gordon Fletcher, un ejecutivo de la industria musical que se ofreció como su mánager, gracias a lo cual el grupo inició negociaciones para lograr el tan anhelado contrato disquero que tanto estaban deseando. En abril de 1975 Fletcher logró convencer a Sandy Pearlman y Murray Krugman (productores y mánagers de Blue Öyster Cult) para que escucharan sus demos, impresionados con su talento, Pearlman y Krugman arreglaron una sesión para los Estudios Columbia en New York en septiembre, pero lo que parecía ser el momento clave que definiría su carrera para siempre acabó en un rotundo desastre, pues la sesión no dio frutos debido a una fuerte discusión entre Bobby Liebling y Murray Krugman luego de una sesión de grabación, pues el vocalista estaba inconforme con el resultado, ignorando que se trataba de un simple demo e insultó al productor en el proceso, el cual simplemente decidió abandonar la sala, perdiendo así una oportunidad única e irrepetible que fracturó para siempre la amistad entre Bobby y Geof. Luego de este lamentable suceso, Pentagram se contactó con Gene Simmons y Paul Stanley en diciembre de 1975, pero al parecer, a los miembros de Kiss no les impresionó el estilo ni la estética de la banda, llegando incluso a hacer comentarios sarcásticos y ofensivos contra los 4 de Virginia, pese a ello, Paul Stanley se interesó en el tema Starlady y quiso comprárselo a la banda, oferta que obviamente rechazaron.

### Ruptura inicial
El 16 de diciembre de 1975 Bobby Liebling y su novia fueron arrestados dejando a los otros miembros de la banda en una reunión de año nuevo para discutir su situación. La decisión fue que el resto de la banda debía cambiar de nombre de banda (Liebling tenía los derechos del nombre) y que ellos no podían continuar usando el nombre de la banda sin él. Durante todo el 1976 estuvieron audicionando cantantes sin éxito, reclutan a Marty Iverson como segundo guitarrista en verano de 1976 y deciden darle una segunda oportunidad a Liebling. Sin embargo, poco después de comenzar las sensiones en el Underground Sound, la banda se separa nuevamente a causa de Liebling dejando las sesiones sin terminar. 

### Las grabaciones en almacenes y primeras producciones

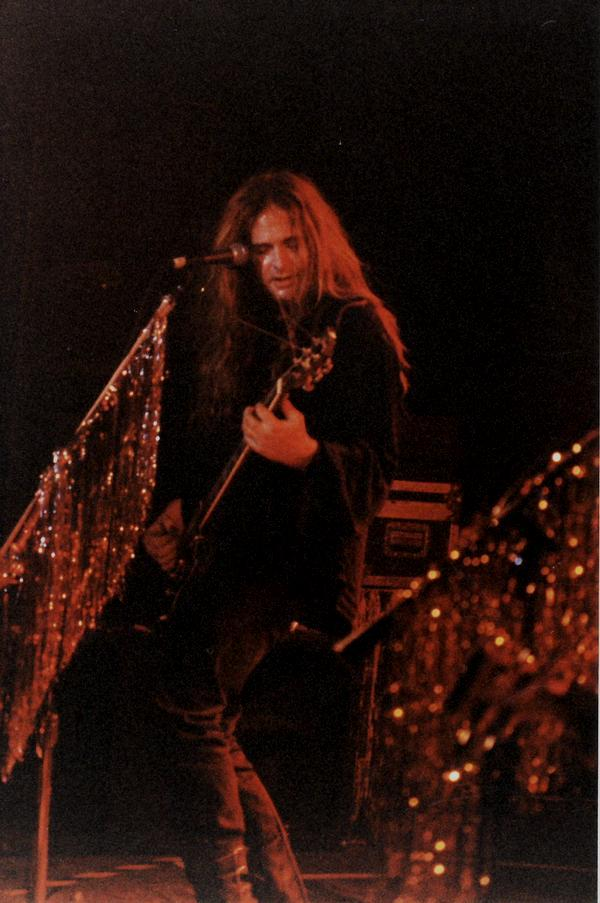
Joe Hasselvander en 1997.

Durante mucho tiempo de su carrera, Pentagram ensayó en el almacén del correo americano en Alexandría, Virginia debido a que Geof y Bobby vivían en un apartamento en los pisos superiores. El padre de Geof, George, era un ejecutivo del correo y Geof ya había usado el almacén en distintas ocasiones con proyectos anteriores. En el almacén, el grupo encontró un buen lugar para practicar y guardar su equipo. Finalmente los correos se cambiaron de localización y la banda se movió a la casa de Greg y Vincent para continuar ensayando.
El primer EP de 7 pulgadas fue lanzando bajo el nombre de Macabre y subtitulado Be Forewarned. El segundo EP fue en intermedia (TBSM 003). Esta grabación fue con sus propios recursos aunque el promocional Hurricane sí fue lanzando al mercado. Durante este primer período existen alrededor de 22 grabaciones no lanzadas al mercado. Este repertorio consiste en cerca de 80 canciones originales escritas o coescritas por Bobby Liebling y algunos covers como Under My Thumb de los Rolling Stones y la versión Little Games de The Yardbirds.
Algunos demos que grabaron son:
1. Un demo de tres canciones grabado en Columbia Studios el 20 de septiembre de 1975 con las canciones Run My Course, When the Screams Come y Wheel of Fortune).
2. Un demo de 12 canciones grabado en el almacén de correo postal de virginia en diciembre de 1972 y febrero de 1973 con canciones como Virgin Death, Yes I Do, Ask No More, Man, Be Forewarned, Catwalk, Die in Your Sleep, Forever My Queen, Review Your Choices, Walk in the Blue Light y Downhill Slope).
3. Un demo de 5 canciones grabado en Underground Sound el 4, 12 y 23 de septiembre de 1976 con las canciones Smokescreen, Teaser, Much Too Young to Know, Little Games y Starlady).

Muchas de estas canciones aparecieron en la compilación semi-autorizada de Bootleg conocida como 1972-1979 y a la cual seguiría 1972-1979 (Vol. 2) además de la compilación oficial y difícil de conseguir Human Hurricane. En el 2001 Relapse Records lanzó bajo la autorización de la banda un disco con doce temas, tres de los cuales son ensayos en vivo. El disco se llamó First Daze Here (The Vintage Collection). Después del éxito de esta recopilación Relapse lanzó First Daze Here Too en el 2006 que contiene 22 canciones de material inédito en dos discos.
Luego de la disolucuón de la formación clásica de los años 1970, en noviembre de 1978 Liebling se reúne con su amigo Joe Hasselvander en el Louie's Rock City. Hasselvander estaba tocando con un grupo sin vocalista que consistía en el mismo en la batería, Richard Kueht en la guitarra, Paul Trowbridge también en la guitarra y Martin Swaney en el bajo. Liebling se une poco después a la banda y en menos de una semana estaban tocando bajo el nombre de Pentagram el material que había grabado Liebling con los miembros anteriores. Esta formación tocó en varios conciertos y lanzó en 1979 un sencillo, sin embargo un año después por problemas personales la banda se disuelve nuevamente.

### Death Row
En 1980 el bajista Lee Abney y el guitarrista Victor Griffin formaron una banda directamente inspirada en el estilo Doom que ya se venía gestando desde los años 1970 y principios de la década de 1980 llamado Death Row. Poco después Joe Hasselvander se unió a ellos y llamaron a Bobby Liebling en las vocales. De acuerdo con Joe Hasselvander: "Griffin tenía las canciones y yo estaba impresionado por su forma de tocar. Tenía un sonido que era mucho más profundo que lo que estaba haciendo Venom y era más pesado y más cercano a Black Sabbath que lo que estaba haciendo Witchfinder General. De hecho, pensé que era mejor que Sabbath, era Blue Cheer mezclado con Black Sabbath". Después de dos demos en 1982 y 1983, amigos y fanes presionaron a Liebling para que reformara Pentagram con ellos y continuara con esta nueva formación. Poco después Martin Swaney se reencontraría con Pentagram y reemplazaría en el bajo a Lee Abney para que finalmente diera lugar a la clásica formación de los años 1980, interpretando tanto temas originales de Death Row como clásicos de los originales Pentagram.

### Pentagram reformado
En 1985 la banda lanzó por fin su primer álbum completo. Si bien el título del disco es Pentagram, es frecuentemente mencionado como Relentless debido a que este nombre le fue dado cuando Peaceville Records reeditó y lanzó al mercado el disco en 1993. Este segunda edición contiene canciones de los 70's y todo el disco lanzado en 1985 llamado Pentagram. Después lanzarían Day of Reckoning y la banda se separó nuevamente. En 1993 se reunieron gracias a que Peaceville lanzó al mercado estos dos álbumes de los 80's. Más o menos al mismo tiempo Peaceville Records lanzó el semi-autorizado álbum de recopilación 1972-1979. Esta fue la primera vez que muchas de esas canciones inéditas fueron escuchadas. En 1994 publican su tercer disco completo, Be Forewarned. La banda se separa nuevamente y renace como un dúo formado por Liebling como vocalista y Joe Hasselvander encargándose de todos los instrumentos. En 1998, Downtime Records publica el recopilatorio Human Hurricane. Liebling y Hasselvander graban en 1999 Review Your Choices y en el 2001 Sub-Basement. Peaceville Rcords publica en 1999 la segunda parte de 1972-1979 (Vol. 2). Poco después de que grabaran Sub-Basement, Hasselvander se separa de Liebling al cual se unen el guitarrista Kelly Carmichael, el bajista Adam Heinzmann y el batería Mike Smail todos ellos de la banda Internal Void. Con esta formación graban en el 2004 Show 'em How que está compuesto por siete canciones de la era de los 70's y tres canciones originales.

### Pentagram en la actualidad

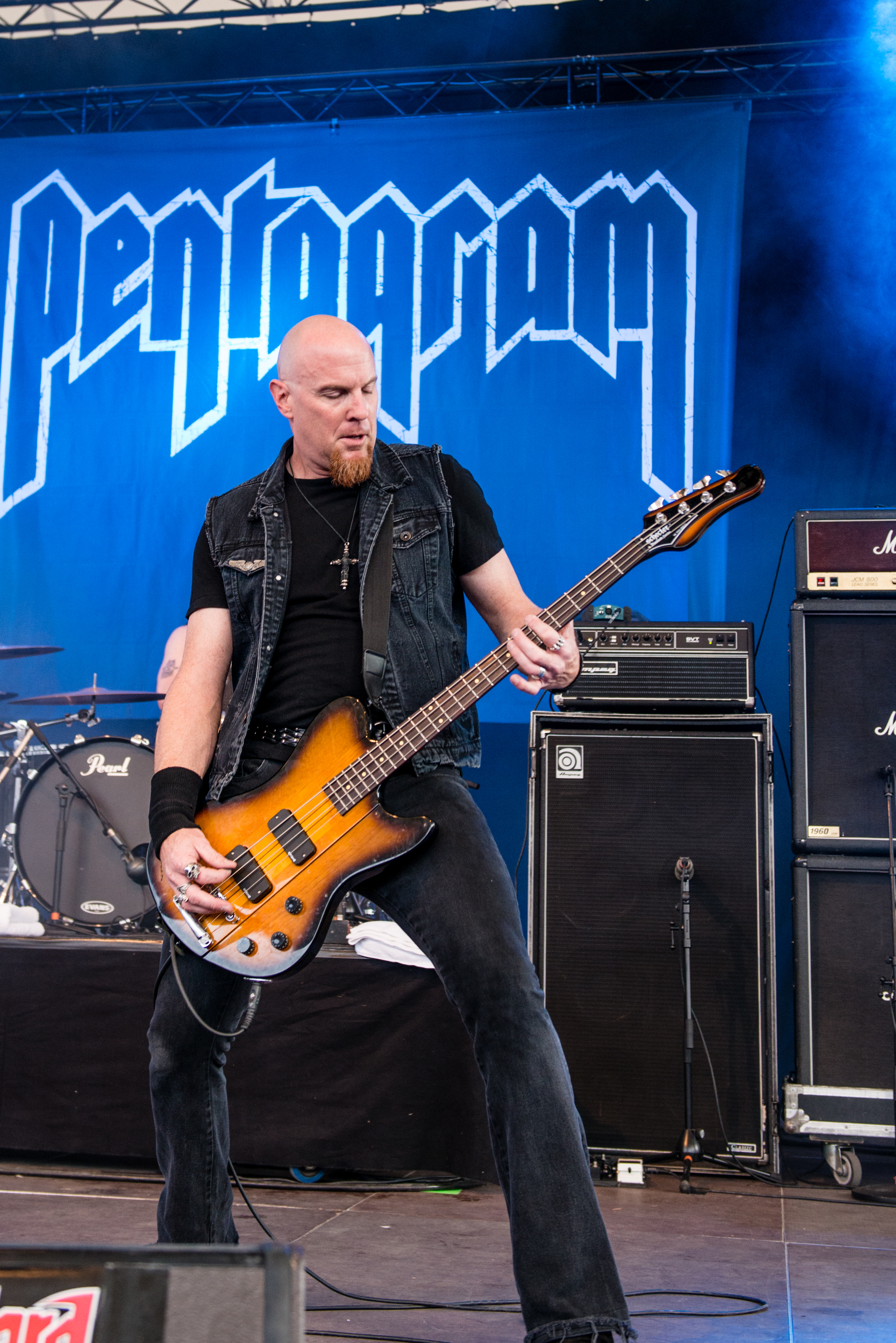
Greg Turley, bajista desde 2010 y sobrino de Victor Griffin.

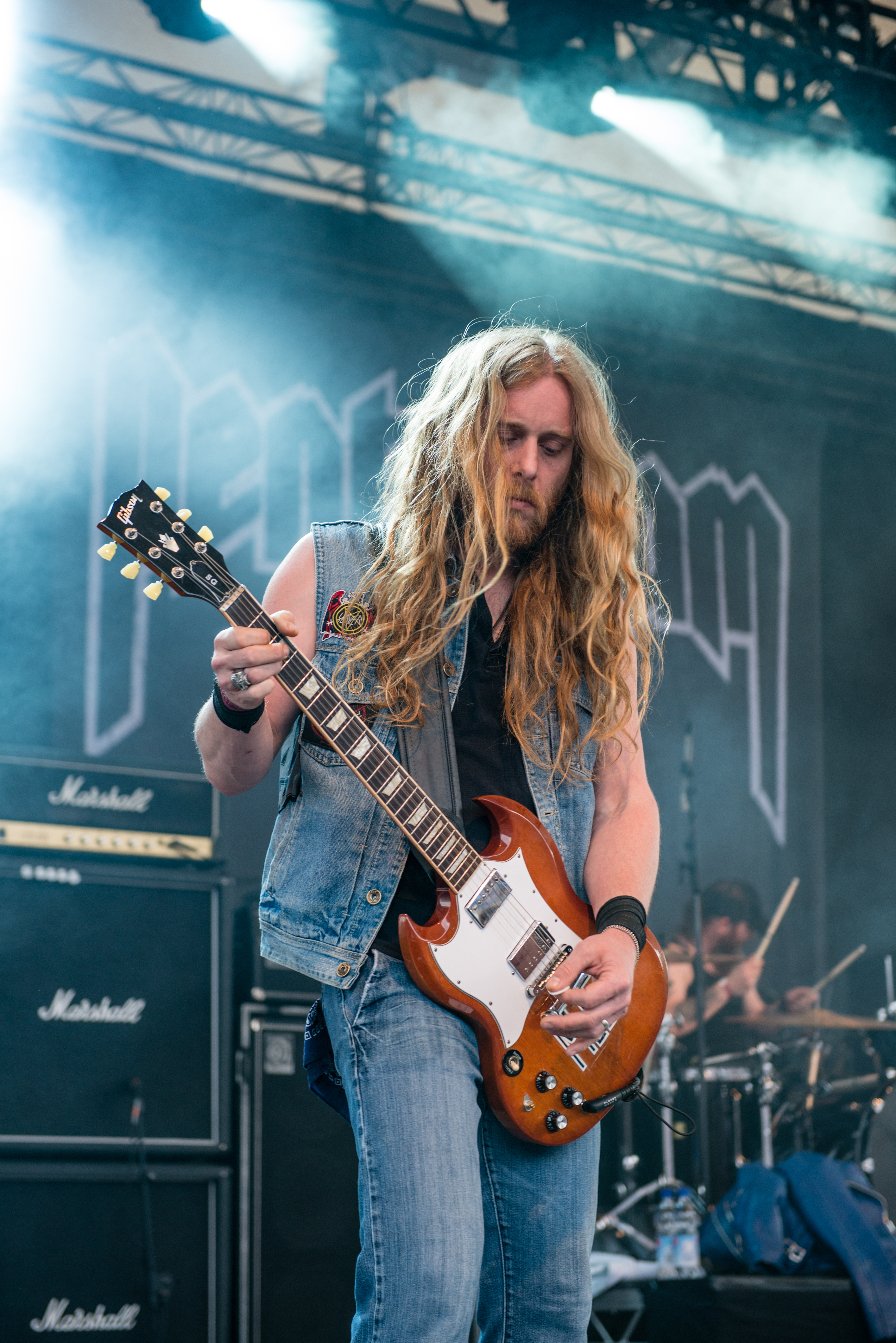
Matt Goldsborough, actual guitarrista de la banda.

El comportamiento errático e impredecible de Bobby Liebling sumado a su fuerte adicción a las drogas causaron muchos contratiempos para la banda durante mucho tiempo, provocando la pérdida de invaluables oportunidades para su carrera. Más recientemente y el caso más grave sucedió en 2005 al comienzo de una presentación en el club Black Cat de Washington D. C., justo antes de presentarse consumió bastante droga en el backstage, al punto de ser arrastrado por sus compañeros hacia el escenario pero inmediatamente colapsó producto de la sobredosis, cayendo sobre la batería y teniendo que ser re-animado por paramédicos, habiendo muerto dos veces mientras llegaban al hospital.
Producto de éste incidente 9.14 Pictures comenzó la producción de un arduo documental llamado Last Days Here, luego de más de 4 años de rodaje y siendo publicado en 2011, retratando su vida y mostrando cómo fue paso a paso su rehabilitación y su regreso triunfal a los escenarios, ahora completamente sobrio y enfocado en su nueva vida luego del acontecimiento que casi lo llevó a la muerte y motivado además por el nacimiento de su hijo con su esposa Hallie Liebling. Producción que fue bien recibido por la crítica ganando premios como Mejor documental musical IDFA y Mejor documental del Independent Film Festival Boston.
Como paralelo a sus días en Pentagram, en el 2000 los miembros Victor Griffin y Lee Abney formaron la banda de Doom metal con temática cristiana Place of Skulls. Luego de su salida de Pentagram, Joe Hasselvander se unió en 1988 a los legendarios precursores del Thrash metal Raven como baterista, además se unió nuevamente a Victor reformando a los clásicos Death Row con su excompañero Martin Swaney. El exbaterista y miembro fundador de Pentagram, Geof O'Keefe reforma en 2001 a Bedemon junto a su bajista Mike Matthews publicando una intensa recopilación de clásicos inéditos de la banda pertenecientes a los 70 durante los días de Randy Palmer y Bobby Liebling llamado Child of Darkness: From the Original Master Tapes, además de haber publicado un álbum de estudio en 2012 llamado Symphony of Shadows, grabado y editado desde 2002 hasta 2009 con la implementación de Craig Junghändel como vocalista, siendo éste el último registro hecho por Randy Palmer antes de su trágica muerte en 2002.
En 2009, la banda realizó dos exitosos conciertos titulados "Last Rites Live" en Nueva York y Baltimore. El concierto de Nueva York fue grabado para el documental Last Days Here. Debido al éxito de estos espectáculos, la banda realizó un mini-tour de 7 fechas en Estados Unidos. En 2010 regresa a la formación el recordado guitarrista Victor Griffin, preparándose para las giras de los siguientes dos años (entre ellos la actuación de la banda en el colosal evento Hellfest de Francia en 2012), anunciando además el comienzo de la grabación de un nuevo álbum titulado Last Rites, que fue publicado el 12 de abril de 2011, contando con la colaboración de su sobrino Greg Turley en el bajo y Tim Tomaselli en la batería. Para el final de 2012 Victor se retira temporalmente de la banda para concentrarse en su nuevo proyecto llamado In-Graved, siendo reemplazado por Matt Goldsborough en ese periodo. A principios de 2014 Victor anunció su regreso a Pentagram junto a la noticia de publicar un nuevo álbum previsto para este año y su participación en las nuevas giras de la banda.
A pesar de que Pentagram ha tenido decenas de miembros desde su fundación y actualmente sus principales representantes son Bobby Liebling y Victor Griffin, es fácil destacar a las dos formaciones más emblemáticas y realmente significativas de toda su historia, divididas en las décadas de  1970 y 1980, siendo la primera con Vincent McAllister en la guitarra, Geof O'Keefe en la batería y Greg Mayne en el bajo. Llegando a la era de los años 1980 con Victor Griffin en la guitarra, Joe Hasselvander en la batería y Martin Swaney en el bajo, siempre con Bobby Liebling como vocalista y principal letrista. Cabe resaltar la breve participación de Randy Palmer como segundo guitarrista en los años 1970, aportando un sonido aún más pesado para la banda y quien posteriormente fundaría a los emblemáticos Bedemon, infortunadamente la alineación de la década de 1970 nunca más podrá reunirse debido a la muerte de casi todos sus miembros, los guitarristas Randy Palmer (fallecido en 2002 durante un accidente de auto), Vincent McAllister (fallecido en 2006 víctima del cáncer), y Greg Mayne (fallecido en 2021 también víctima de un cáncer) dejando sus legados como un recuerdo.

### Legado e influencia

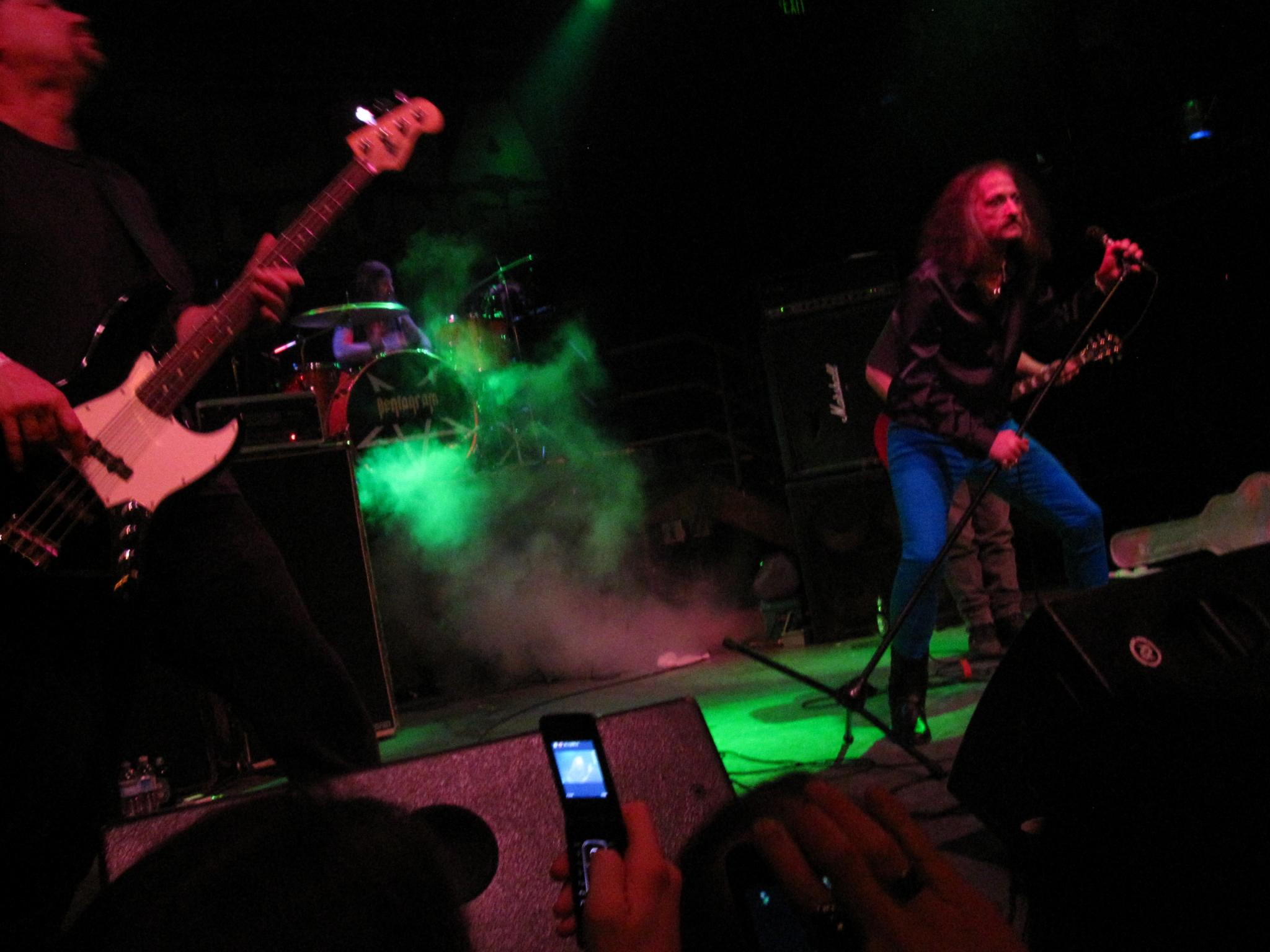
Pentagram en un show en 2010.

A pesar de haber pasado la mayor parte de sus 40 años en el circuito underground, Pentagram es actualmente uno de los máximos referentes en cuanto al nacimiento y desarrollo del Heavy metal actual, destacándose siempre al lado de figuras de los 70 como Black Sabbath, cuyo estilo es frecuentemente comparado a pesar de que Bobby Liebling ha declarado que, si bien es admirador de la banda inglesa, no fue directamente influenciado por ellos, haciendo de Pentagram más bien su "banda hermana".
El documental Last Days Here, que relata tanto el inicio y la caída de Bobby Liebling y la banda causado por las drogas en los 70, así como su renacimiento y posterior regreso a los escenarios, ha sido ampliamente alabado por la prensa, obteniendo galardones y siendo alabado por personalidades como Eddie Trunk y el mismo Ozzy Osbourne.
Son especialmente recordados por su incursión en el Doom metal, del cual son muy citados como inspiración por las actuales bandas de dicha corriente como Ghost, incluso pasando por otros de géneros más extremos como la banda de Death metal/Grindcore Exhumed. o la banda de Black metal Belphegor.
La influencia de Pentagram no sólo se limitó al heavy metal y sus derivados, el músico de country y cowpunk Hank Williams III, nieto e hijo de los legendarios músicos de country Hank Williams y Hank Williams Jr. incluyó versiones clásicas de Pentagram en su repertorio en vivo. Durante su concierto en el 2006 Liebling se unió a Williams para cantar algunas canciones de su repertorio como Be Forewarned y Forever My Queen. Incluso en el medio popular la música de Pentagram no pasa desapercibida, en 2009 Jack White de The White Stripes, Alison Mosshart de The Kills, Dean Fertita de Queens of the Stone Age y Jack Lawrence de The Raconteurs forman el supergrupo de rock alternativo The Dead Weather, influenciados por Pentagram y ocasionalmente interpretando en vivo el tema Forever My Queen. Incluso el tema Be Forewarned ha sido citada por el mismo Liam Gallagher como una de sus canciones favoritas de todos los tiempos.

## Miembros

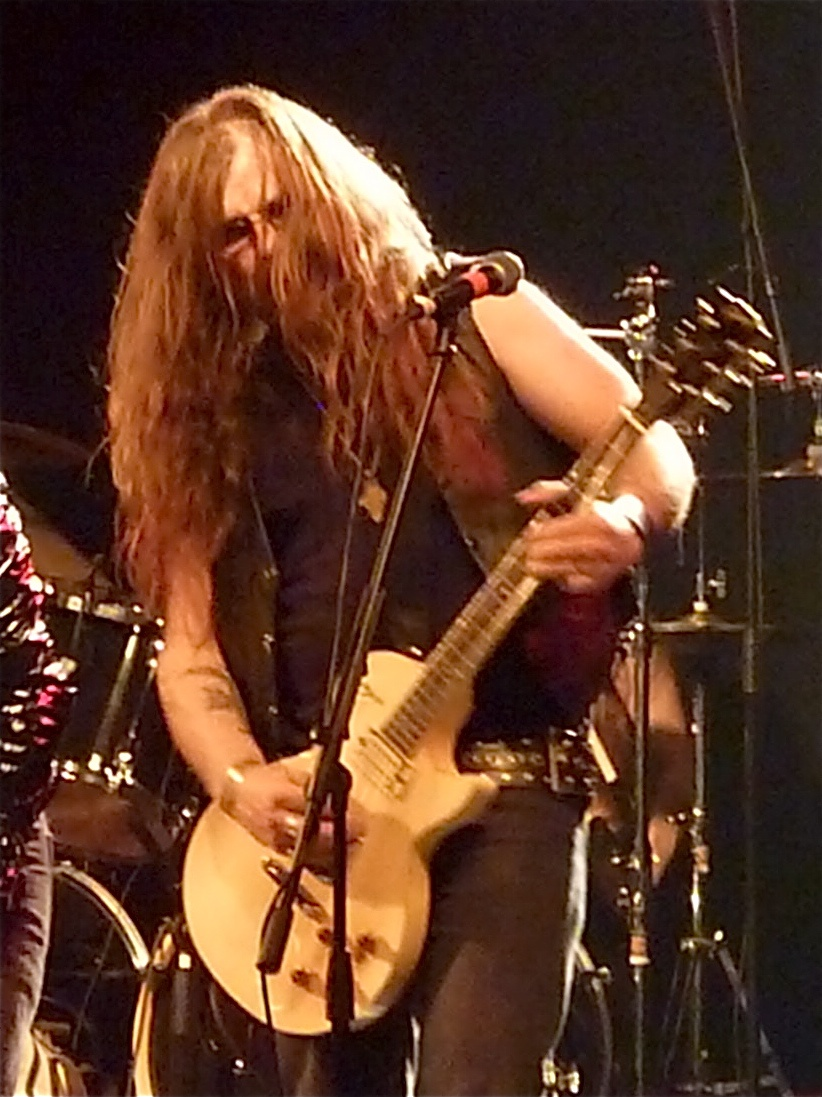
Victor Griffin, guitarrista durante varias etapas.

- Bobby Liebling - voz (1971- actualidad) guitarra rítmica (1971)
- Greg Turley - bajo (1995-1996, 2010- actualidad)
- Matt Goldsborough - guitarra (2013-2014, 2015, 2019- actualidad)
- "Minnesota" Pete Campbell - batería (2015- actualidad)
- Ryan Manning - batería  (shows en vivo) (2022- actualidad)

### Anteriores
| - Victor Griffin - guitarra (1983-1988, 1993-1996, 2010-2012, 2014-2019) voz (2017-2019) - Geof O'Keefe - batería (1971-1977) guitarra (1971) - Vincent McAllister † - guitarra (1971-1977) bajo (1971) (fallecido en 2006) - Greg Mayne †- bajo (1971-1977, 1988-1989) (fallecido en 2021) - Randy Palmer † - guitarra (1974-1975, 1977, 1988-1989) (fallecido en 2002) - Marty Iverson - guitarra (1976) - Joe Hasselvander - batería (1978-1979, 1983-1985, 1993-2002), bajo y guitarra (1999-2002) - Martin Swaney - bajo (1978-1979, 1983-1988, 1993-1995) - Richard Kueht - guitarra (1978-1979) | - Paul Trowbridge - guitarra (1978-1979) - Stuart Rose † - batería (1985-1988) (fallecido en 2016) - Gary Isom - batería (1995-1996, 2008-2011) - Ned Meloni - bajo (1996) - Greg Reider - guitarra (1996) - Kelly Carmichael - guitarra (2003-2005) - Adam S. Heinzmann - bajo (2003-2005) - Mike Smail - batería (2003-2005) - Russ Strahan - guitarra (2008-2010) - Mark Ammen - bajo (2008-2010) - Tim Tomaselli - batería (2011-2012) - Sean Saley - batería (2012-2015) |

## Discografía

### Álbumes
- Pentagram (1985, más tarde reeditado bajo el nombre de Relentless[25])
- Day of Reckoning (1987)
- Be Forewarned (1994)
- Review Your Choices (1999)
- Sub-Basement (2001)
- Show 'em How (2004)
- Last Rites (2011)
- Curious Volume (2015)
- Lightning In A Bottle (2025)

### Sencillos
- "Be Forewarned"/"Lazy Lady" 7" (1972 Intermedia Productions) (como Macabre)
- "Hurricane"/"Earth Flight" 7" (1973 Buffo Socko Records)
- "Under My Thumb"/"When the Screams Come" 7" (1973 Gemini Records)
- "Livin' in a Ram's Head"/"When the Screams Come" 7" (1979 High Voltage Records)
- "Relentless"/"Day of Reckoning" 7" (1993 Peaceville Records)

### Álbumes en vivo
- A Keg Full of Dynamite CD/LP (2003 Black Widow Records)
- When The Screams Come (2011)

### Compilaciones
- 1972-1979 CD/LP (1993 Peace Records)
- Human Hurricane CD (1998 Downtime Recordings)
- First Daze Here (The Vintage Collection) CD/LP (2001 Relapse Records)
- 1972-1979 (Vol. 2) CD/LP (1999 Peace Records)
- Turn to Stone CD (2002 Peaceville Records)
- First Daze Here Too 2CD/2LP (2006 Relapse Records)
- If the Winds Would Change LP (2011 High Roller Records)